# Loïc Vliegen
Loïc Vliegen, né le 20 décembre 1993 à Rocourt, est un coureur cycliste belge, professionnel en 2012, puis de 2015 à 2025.

## Biographie
En 2013, il rejoint l'équipe suisse BMC Development, réserve de BMC Racing. Il se fixe pour objectif de bien figurer à Liège-Bastogne-Liège espoirs.
En 2014, il est stagiaire au sein de l'équipe BMC Racing qui doit normalement lui faire signer un contrat professionnel en fin de premier semestre de l'année 2015.
En 2015, il gagne la Flèche ardennaise ainsi que plusieurs étapes sur des épreuves comme le Tour de Bretagne, la Course de la Paix espoirs ou encore le Tour des Pays de Savoie.
En 2019, après avoir rejoint la formation Wanty-Groupe Gobert, il remporte sa première course chez les professionnels, le Tour de Wallonie.
Au mois d'août 2020, il se classe treizième de la Course des raisins. En avril 2021, il participe à l'Amstel Gold Race, où il est membre de l'échappée du jour. C'est également le cas lors de Liège-Bastogne-Liège.
Après une année 2023 perturbée par le Covid-19 et des allergies et qu'il qualifie de « très difficile », Vliegen s'engage pour deux saisons avec Bingoal WB.

## Palmarès

### Palmarès amateur
- 2011
  -  Médaillé de bronze du championnat d'Europe sur route juniors
- 2013
  - 2e de Romsée-Stavelot-Romsée
- 2014
  - Triptyque ardennais :
    - Classement général
    - 1re étape

  - 2e de Romsée-Stavelot-Romsée
  - 2e de la Flèche ardennaise[4]
  - 2e de l'Internationale Wielertrofee Jong Maar Moedig[5]
- 2015
  - 7e étape du Tour de Bretagne
  - Flèche ardennaise
  - 3e étape de la Course de la Paix espoirs
  - 3e étape du Tour des Pays de Savoie
  - 2e de Bruxelles-Opwijk
  - 2e du Tour de Bretagne
  - 2e de la Course de la Paix espoirs

### Palmarès professionnel
- 2016
  - 9e de l'Amstel Gold Race
- 2017
  - 1re étape du Tour d'Espagne (contre-la-montre par équipes)
- 2019
  - Tour de Wallonie :
    - Classement général
    - 2e étape
- 2020
  - Tour du Doubs
- 2022
  - Classement général du Tour de Wallonie
  - 3e de la Jaén Paraiso Interior
  - 3e de la Volta Limburg Classic

Podiums
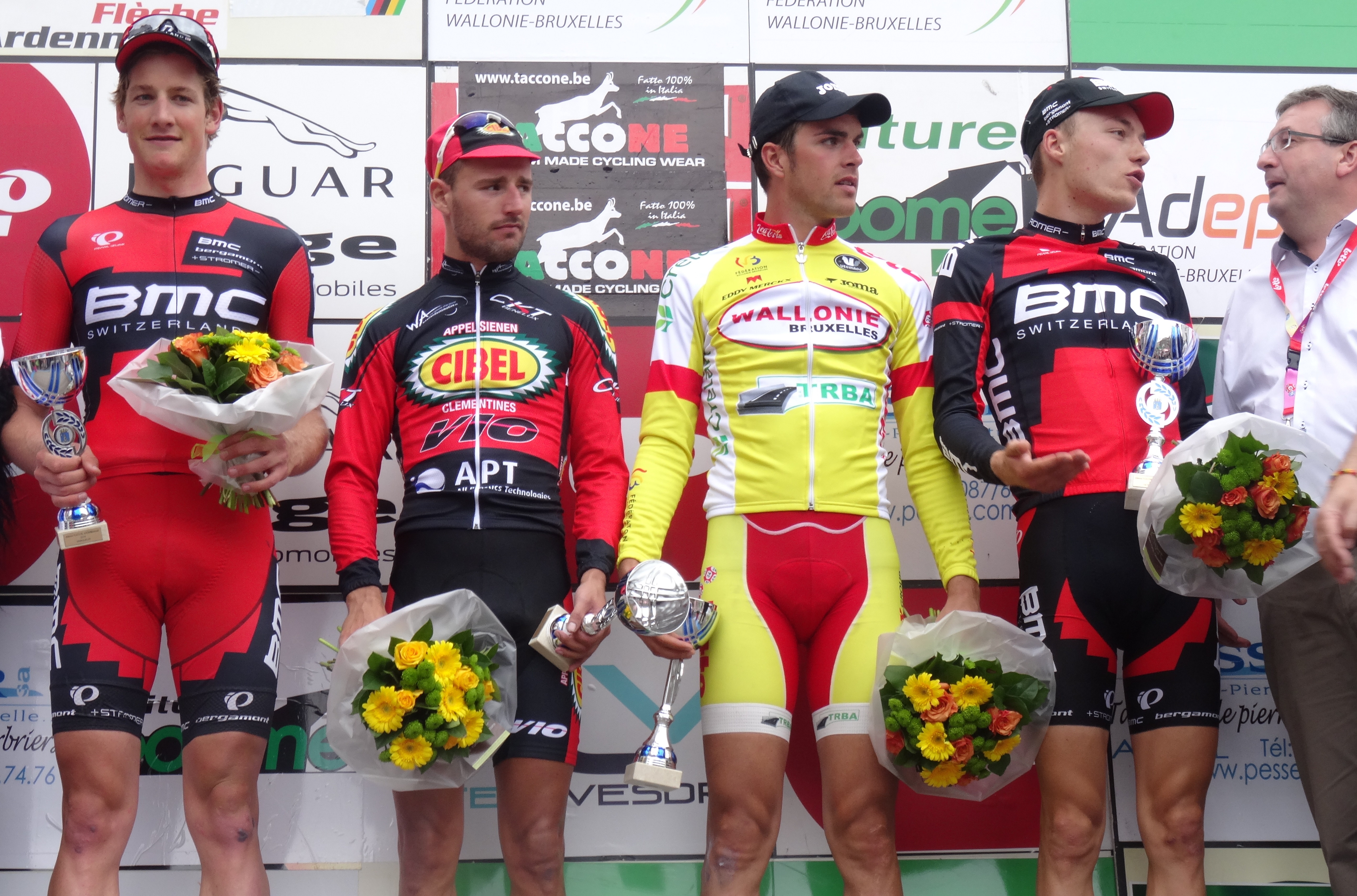
Podium de l'édition 2014 de la Flèche ardennaise : Stefan Küng (1er), Bjorn De Decker (meilleur grimpeur), Boris Dron (3e) et Loïc Vliegen (2e).
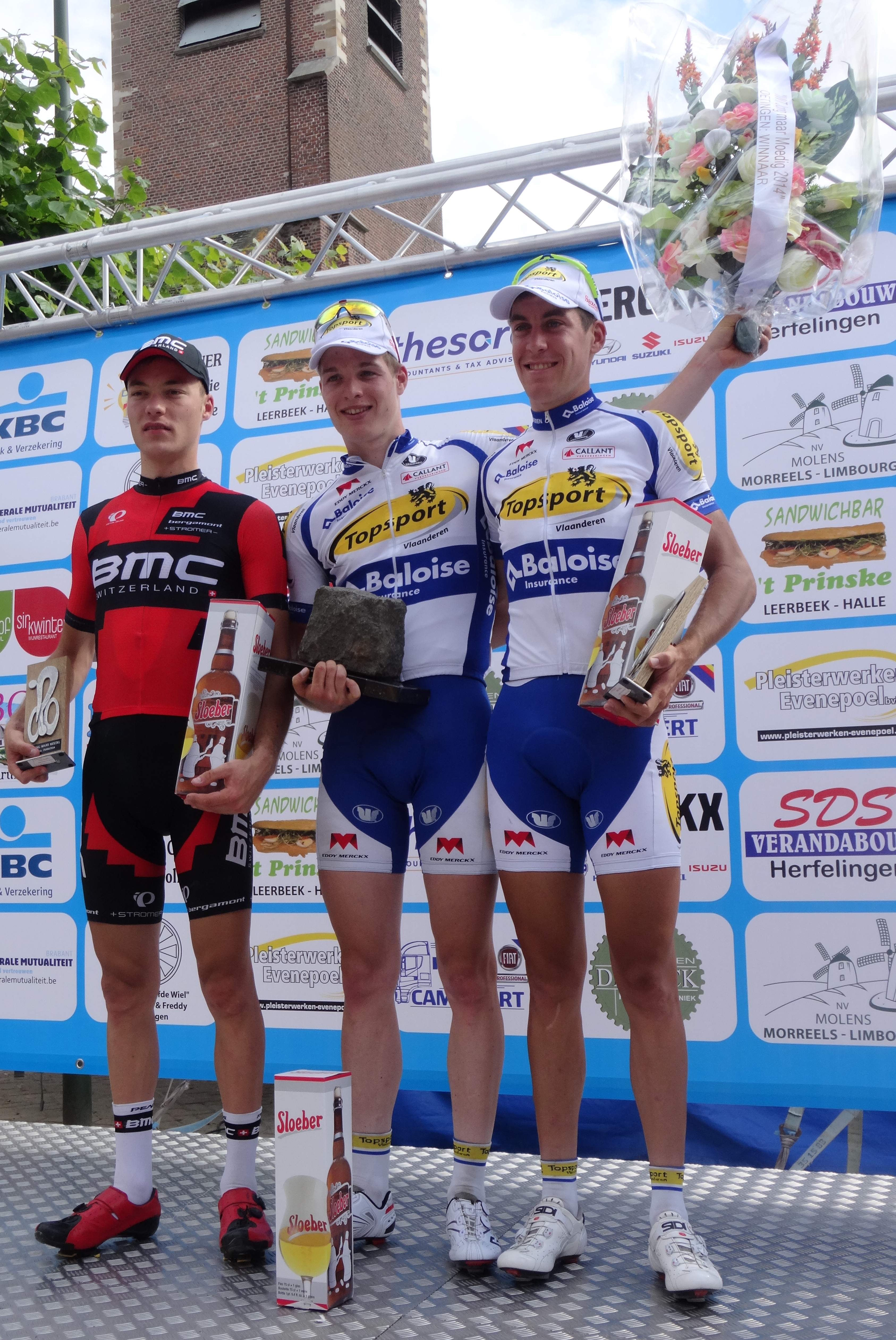
Podium de l'édition 2014 de l'Internationale Wielertrofee Jong Maar Moedig : Loïc Vliegen (2e), Gijs Van Hoecke (1er) et Jelle Wallays (3e).

### Résultats sur les grands tours

#### Tour de France
1 participation
- 2021 : hors délais (9e étape)

#### Tour d'Italie
2 participations
- 2018 : abandon (15e étape)
- 2022 : abandon (16e étape)

#### Tour d'Espagne
1 participation
- 2017 : 112e, vainqueur de la 1re étape (contre-la-montre par équipes)

### Classements mondiaux
| Année                                 | 2012 | 2013 | 2014 | 2015 | 2016 | 2017 | 2018 | 2019 | 2020 | 2021  | 2022 | 2023 |
| ------------------------------------- | ---- | ---- | ---- | ---- | ---- | ---- | ---- | ---- | ---- | ----- | ---- | ---- |
| UCI World Tour                        |      |      |      | nc   | 175e | 209e | nc   |      |      |       |      |      |
| Classement mondial                    |      |      |      |      | 227e | 384e | 632e | 179e | 137e | 1075e | 135e | 637e |
| UCI Europe Tour                       | 593e | 643e | 115e |      | 241e | 388e | 879e | 146e | 113e | 797e  | 112e | nc   |
| UCI Asia Tour                         | nc   | nc   | nc   |      | 613e | 429e | 97e  |      |      |       |      |      |
|                                       |      |      |      |      |      |      |      |      |      |       |      |      |
| Légende : nc = non classéSource : UCI |      |      |      |      |      |      |      |      |      |       |      |      |